# Старі Боровичі
Старі Боро́вичі — село в Україні, у Сновській міській громаді Корюківського району Чернігівської області. Населення становить 501 осіб. До 2016 орган місцевого самоврядування — Староборовицька сільська рада.

## Історія
12 червня 2020 року, відповідно до розпорядження Кабінету Міністрів України № 730-р «Про визначення адміністративних центрів та затвердження територій територіальних громад Чернігівської області», увійшло до складу Сновської міської громади.
19 липня 2020 року, в результаті адміністративно-територіальної реформи та ліквідації Сновського району, село увійшло до складу Корюківського району.

## Населення

### Мова
Розподіл населення за рідною мовою за даними перепису 2001 року:
| Мова       | Кількість | Відсоток |
| ---------- | --------- | -------- |
| українська | 479       | 95.61%   |
| російська  | 20        | 3.99%    |
| білоруська | 2         | 0.40%    |
| Усього     | 501       | 100%     |

## Відомі люди
- Максимець Микола Миколайович (*1952) — український письменник, журналіст, літератор, член Національної спілки журналістів України, живе і працює в Чернівцях. Дитячі і юнацькі роки провів у селі. У своїх повістях, багато в чому автобографічних, описує село і сусідні населені пункти, їх природу і людей, якими бачив і знав їх у 1960-ті. Від 1990-х є меценатом рідної громади.

### Уродженці
- Гудимов Іван Васильович (1908—1973) — радянський військовик-артилерист, Герой Радянського Союзу.